# Yunus Yıldırım
Yunus Yıldırım (* 23. Februar 1970 in Alaşehir, Provinz Manisa) ist ein ehemaliger türkischer Fußballschiedsrichter.

## Werdegang
Yıldırım absolvierte seine Schiedsrichterprüfung 1994 in der Provinz Manisa. Sein Debüt als Schiedsrichter in der Süper Lig gab Yıldırım am 10. August 2003; er leitete die Begegnung zwischen Adanaspor und Malatyaspor.
Yıldırım leitete das Endspiel des türkischen Fußballpokals 2007/08 zwischen Gençlerbirliği Ankara und Kayserispor (10:11 n. E.). Zudem wurde er eine Saison später mit dem Supercup-Spiel zwischen Beşiktaş Istanbul und Fenerbahçe Istanbul beauftragt (0:2).
Am Ende der Saison 2014/15 beendete Yıldırım seine Schiedsrichterkarriere. Sein letztes Spiel leitete er am 21. Mai 2015 (Beşiktaş Istanbul – Gençlerbirliği).